# Renate Bertlmann
Renate Bertlmann (Viena, 28 de fevereiro de 1943) é uma artista austríaca vanguardista. É considerada uma das artistas feministas pioneiras, sendo contemporânea de Valie Export e Birgit Jürgenssen.Desde o início dos anos 1970 Bertlmann tem se concentrado em questões que envolvem temas de sexualidade, amor, gênero e erotismo dentro de um contexto social, com seu próprio corpo servindo frequentemente como meio artístico. Sua prática diversificada abrange pintura, desenho, colagem, fotografia, escultura e performance, e confronta ativamente os estereótipos sociais atribuídos a comportamentos e relacionamentos masculinos e femininos.
Bertlmann representou a Áustria na Bienal de Veneza de 2019 – 58ª Exposição Internacional de Arte em Veneza, de 11 de maio a 24 de novembro de 2019.

## Biografia
Renate Bertlmann nasceu em Viena em 28 de fevereiro de 1943. A mãe de Renate incentivou o talento artístico de sua filha desde cedo. Ela ganhou sua primeira câmera aos quatorze anos de seu tio, Josef Mattiazzo. Entre 1963 e 1964 esteve em Oxford onde estudou inglês e se preparou para o exame de admissão à Academia de Belas-Artes de Viena, no qual foi aprovada à primeira tentativa.
Em 1964 Bertlmann iniciou seus estudos na Academia, onde teve aulas de pintura e aprendeu técnicas artesanais tradicionais. Como estudante, Bertlmann entrou em contato com o preconceito contra as mulheres no mundo da arte e começou a promover sua consciência feminista lendo Ce Sexe Qui N' En est Pas Un (1977), de Luce Irigaray, A Room of One's Own, de Virginia Woolf, Simone de Beauvoir, O Segundo Sexo (1949), entre outros textos seminais. Em 1965, Bertlmann conheceu Reinhold Bertlmann, um estudante de física, com quem se casou quatro anos depois. Em 1969, Bertlmann criou Verwandlungen [Transformações] (1969), posando para a câmera com um temporizador, enquanto usava uma série de roupas pertencentes à mãe.
Em 1970, o professor Helmut Kortan ofereceu a Bertlmann um cargo de professora na Academia, que ela ocupou por doze anos. Lá, ela ensinou técnicas de composição, desenho vivo e várias técnicas de pintura. Além de seu trabalho na Academia, Bertlmann também era politicamente ativa. Trabalhou na revista publicada pela "AUF – Aktion Unabhängiger Frauen" [Ação de Mulheres Independentes] e contribuiu com textos e imagens. Em 1973 ela teve sua primeira exposição no Vienna Künstlerhaus. Em "Por que você não pinta flores?", texto escrito por ocasião da exposição, ela convidou mulheres artistas a trazerem o feminino ao mundo.
Nessa época, fazia desenhos baseados em interpretações literárias. Por exemplo, a peça de Thomas Bernhard "Ein Fest für Boris" inspirou seus primeiros desenhos em cadeiras de rodas. Além disso, passou a criar esculturas feitas de camisinhas com pontas e quebras para denunciar as fantasias masculinas de violência contra a mulher. Trabalhos semelhantes, como Messerbrüste [Peitos de faca] (1975), enfocavam a opressão das mulheres. Em 1975, Bertlmann participou da exposição inovadora "MAGNA. Feminismus: Kunst und Kreativität" com curadoria da artista Valie Export.

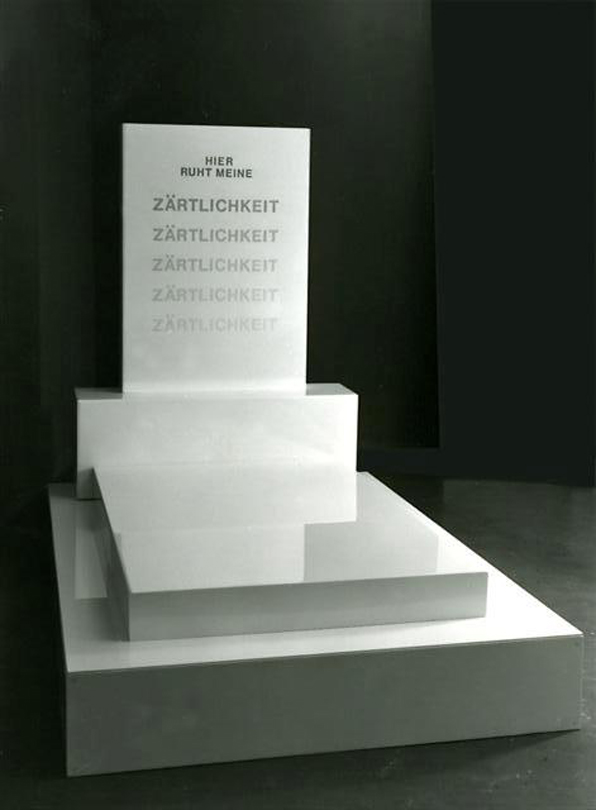
Hier ruht meine Zärtlichkeit, 1976

Em 1976 ela fundou o "BC -Collective" com a colega Linda Christanell, fazendo experiências com filmes Super-8. Algumas de suas primeiras apresentações incluem Deflorazione in 14 Stazioni [Defloração em 14 estações], (1977) no Museo Comunale d'Arte Moderna na Bolonha, Die Schwangere Braut im Rollstuhl [A noiva grávida em cadeira de rodas] (1978) na Modern Art Gallery em Viena, Die Schwangere Braut mit dem Klingelbeutel [A Noiva Grávida com a Bolsa da Coleção] (1978) e Let's Dance Together (1978) na Stichting de Appel, Amsterdã e na Galeria de Arte Moderna, Viena. Questões de autorrealização, maternidade, sexualidade e comunicação são o foco central de suas performances. Paralelamente, Bertlmann produziu fotografias encenadas, como Zärtliche Pantomime [Pantomima Terna], Zärtliche Berührungen [Toques Suaves] (1976) e a série intitulada Reneé ou René (1977).
Em 1978 Bertlmann passou a usar seu lema "AMO ERGO SUM" [Amo, logo existo], que inspira a produção de uma caixa de correio homônima com 77 cartas contendo mensagens secretas da artista para outras pessoas. Além disso, ela começa a organizar seu trabalho em três temas relacionados de 'Pornografia', 'Ironia' e 'Utopia'.
Desde 1982, Bertlmann trabalha como artista independente. No mesmo ano, ela expôs uma série de objetos de látex intitulados Streicheleinheit [Carícia] e a instalação em grande escala Waschtag [Dia de Lavagem] no Museu da Mulher em Bona, e participa da ação 'Dokumente', um evento paralelo durante a documenta 7 em Kassel.
Em 1983, Bertlmann começou a abordar o tema do kitsch em sua produção artística. Imagens de santos e relicários inspiraram a produção de seu trabalho, ao mesmo tempo em que trabalhava na instalação Rosemary Baby, que enfoca a relação mãe-filho. Em 1989, o livro de três volumes de Bertlmann intitulado "AMO ERGO SUM" é publicado por ocasião de sua exposição na Secessão de Viena. Entre 1988 e 1989, Bertlmann realizou uma série de desenhos, pinturas e objetos centrados nos temas de globos de neve, dispositivos mágicos e coberturas de queijo.
Em 1994 tornou-se membro da Secessão de Viena, e um ano depois é curadora da exposição "fem.art* -  photographic obsessions" para a organização FLUSS - Sociedade Para a Promoção de Fotografia e Arte de Mídia, Baixa Áustria, que ela co-funda em 1989.
Em 2000, durante uma residência de seis meses em Londres fundada pelo Ministério da Educação, Arte e Cultura austríaco, Bertlmann cria Enfant terribles (2001). Em 2009, ela realiza uma instalação de filme fotográfico que preenche o espaço na mostra Videorama no Vienna Künstlerhaus. Em 2014, Bertlmann participa da 10ª Bienal de Gwangju, apresentando Waschtag. Dois anos depois, o SAMMLUNG VERBUND em Viena apresenta uma retrospectiva da obra de Bertlmann, incluindo réplicas em tamanho real de suas instalações, fotografias, desenhos e esculturas. Em 2019, ela representou a Áustria na 58ª Bienal de Veneza com um conceito de exposição cativante intitulado "Discordo Ergo Sum" [Discordo, logo existo], composto por três partes: a escultura "amo ergo sum", imagens da  prática artística de Renate Bertlmann e 312 rosas de faca no quintal. Ao mesmo tempo, ela tem uma exposição individual "Hier ruht meine Zärtlichkeit" na nova State Gallery em Krems, na qual uma mistura de trabalhos antigos e recentes enfatiza a questão da ternura na abordagem feminista de Bertlmann.

## Exibições importantes
- 1975 Magna feminismus, Galerie St. Stephan, Wìen
- 1977 Künstlerinnen International, Schloss Charlottenburg, Berlim
- 1978 Festival einer anderen Avantgarde, Brucknerhaus, Linz
- 1982 Stimmen der Sehnsucht, Galerie Apropos, Luzern
- 1985 Kunst mit Eigen-Sinn, Museum Moderner Kunst, Wien
- 1986 Bestehend-lebend-gegenwärtig, Museum Villa Stuck, Munique
- 1991 Außerhalb von Mittendrin, NGBK, Berlim
- 1993 Schneegestöber - Flitter(s)türme, Kunsthalle Exnergasse, Wien
- 2002 Werkschau VII, Arbeiten von 1976 – 2002, Fotogalerie Wien
- 2003 Künstlerinnen – Positionen 1945 bis heute, Kunsthalle Krems
- 2007 Top U29, Studio Tommaseo, Trieste
- 2008 MATRIX, Geschlechter/ Verhältnisse/Revisionen, MUSA
- 2009 VIDEORAMA — Kunstclips aus Österreich, Kunsthalle Wien
- 2009 rebelle. art and feminism 1969 - 2009, Museum voor Moderne Kunst Arnhem, the Netherlands
- 2010 DONNA: AVANGUARDIA FEMMINISTA NEGLI ANNI '70 dalla Sammlung Verbund di Vienna, Galleria Nazionale d'Arte Moderna, Roma
- 2013 MUJER/WOMAN, La vanguardia feminista de los anos 70, Circulo de Bellas Artes, Madrid
- 2013 TRANSFORMATIONS, Richard Saltoun Gallery, Londres
- 2014 AKTIONISTINNEN, Kunsthalle Krems/Frohner Forum, Krems
- 2014 Gwangju Biennale 2014 Burning Down The House, Gwangju, Südkorea
- 2014 IM DIALOG: WIENER AKTIONISMUS, Museum der Moderne Salzburg
- 2014 SELF-TIMER STORIES, Austrian Cultural Forum New York
- 2104 WOMAN, The Feminist Avant-Garde of the 1970s, BOZAR, Bruxelas
- 2015 Feministische Avantgarde der 1970er Jahre, Sammlung Verbund, Hamburger Kunsthalle
- 2015 The World Goes POP, Tate Gallery of Modern Art
- 2015 SELF-TIMER STORIES, Musac, Leon, Spain
- 2015 Die achziger Jahre in der Sammlung des MUSA, MUSA Museum, Wien
- 2015 RABENMÜTTER zwischen Kraft und Krise: Mütterbilder von 1900 bis heute, Lentos Kunstmuseum, Linz
- 2016 Prière de Toucher – The Touch of Art, Museum Tinguely, Basel, Switzerland
- 2017 Renate Bertlmann and Maria Lassnig, Sotheby's S|2 Gallery, Londres, Reino Unido
- 2017 Live End Dream No, Galerie Steinek, Vienna, Áustria
- 2018 Women Look at Women, Richard Saltoun Gallery, Londres, Reino Unido
- 2018 AKTION: Conceptual Art and Photography (1960-1980), Richard Saltoun Gallery, Londres, Reino Unido
- 2018 DRAG: Self-portraits and Body Politics, Hayward Gallery, Londres, Reino Unido
- 2019 The House of the Sleeping Beauties, Sotheby's S|2 Gallery, Londres, Reino Unido
- 2019 Zorn und Zärtlichkeit/Rage and Tenderness, State Gallery da Baixa Áustria, Krems, Áustria
- 2019 Austrian Pavilion, Biennale Arte 2019, 58th International Art Exhibition, Veneza, Itália

## Prêmios
- 1978: Prêmio Theodor Körner
- 1980: Prêmio Z-Promotional
- 1989: Prêmio promocional da cidade de Viena
- 2007: Grande prêmio da cidade de Viena[10]
- 2017: Grande Prêmio do Estado Austríaco[11]